# Ron Chesterman
Ron Chesterman (27. listopadu 1943 – 16. března 2007) byl anglický hudebník a archivář. Nejznámější je jako původní kontrabasista skupiny Strawbs. Byl okresním archivářem v Chesteru.

## Diskografie

### Alba

#### Strawbs
- All Our Own Work (se Sandy Denny) (1968)
- Strawbs (1969)
- Dragonfly (1970)
- Strawberry Sampler Number 1 (2001)

### Singly

#### Strawbs
- "Oh How She Changed"
- "The Man Who Called Himself Jesus"
- "Forever"